# Poternă

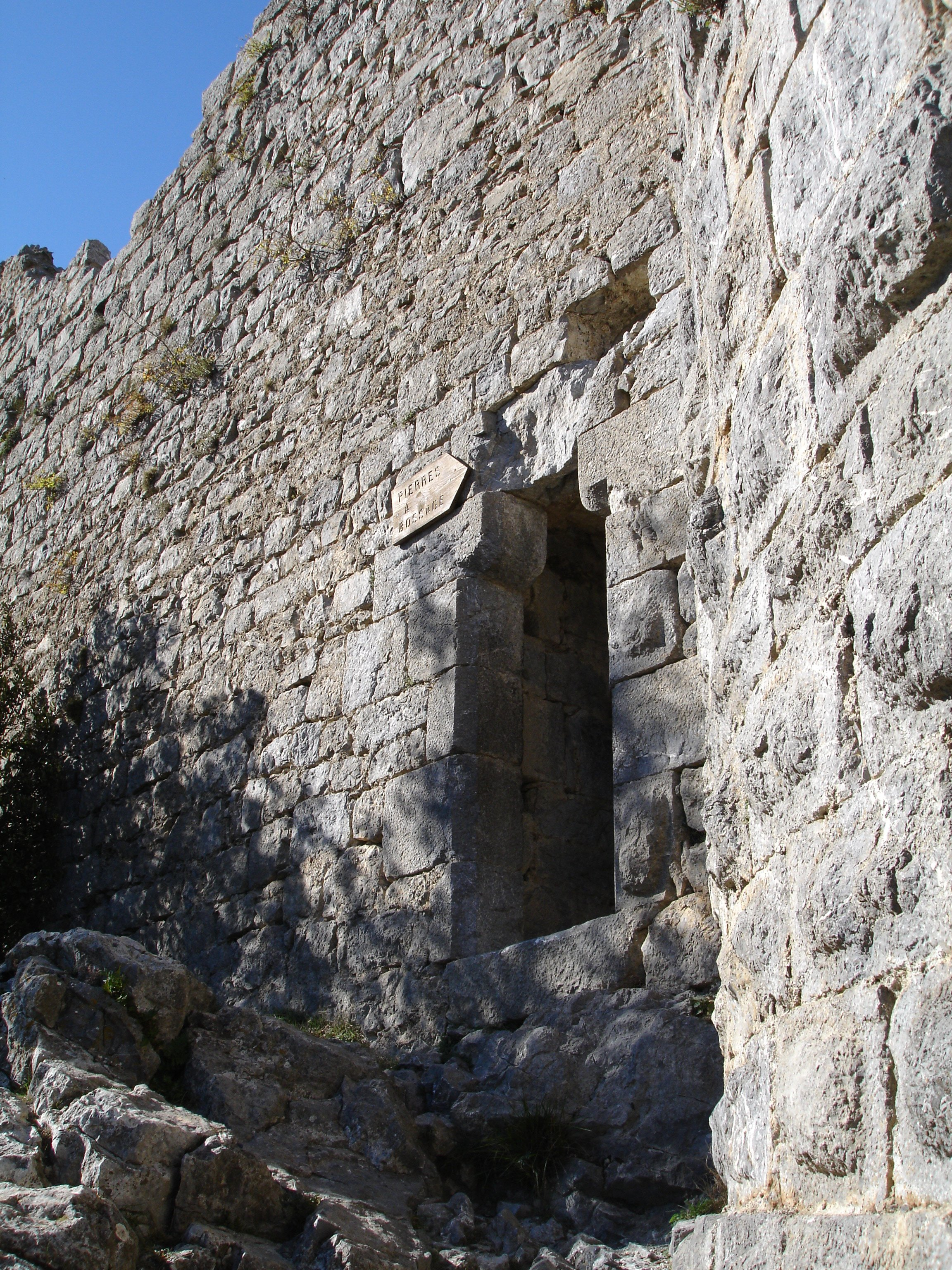
Poterna sud-estică a Castelului Puilaurens.

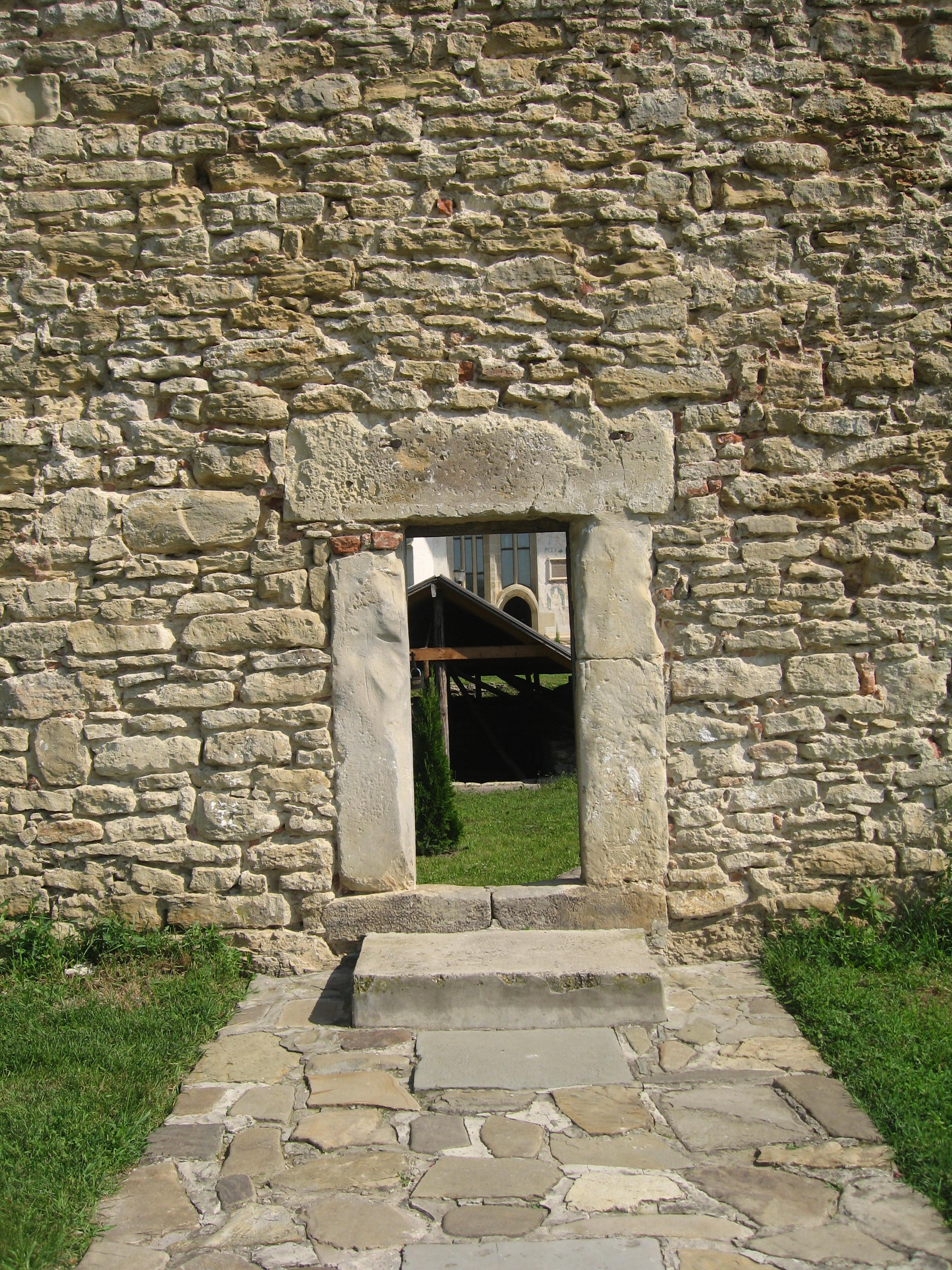
Poternă în zidul Mănăstirii Probota.

Poterna este o poartă secundară, care era integrată în zidurile unei fortificații sau ale unui castel. În mod normal, ea se afla în locuri discrete sau ascunse, permițând celor din incintă să intre sau să iasă fără a atrage atenția sau a fi văzuți. În timpul unui asediu, o poternă putea să folosească ca ieșire, permițând apărătorilor incintei să scape din încercuirea la care erau supuși de asediatori.
Sistemul pare să provină din Epoca Bronzului, fiind folosit de indoeuropeni la fortificațiile din Asia Mică (în Troia și Imperiul Hitit) și în Europa, prin Micene. În varianta sa veche, poterna era apărată de turnuri și structuri în formă de U.

## Imagini

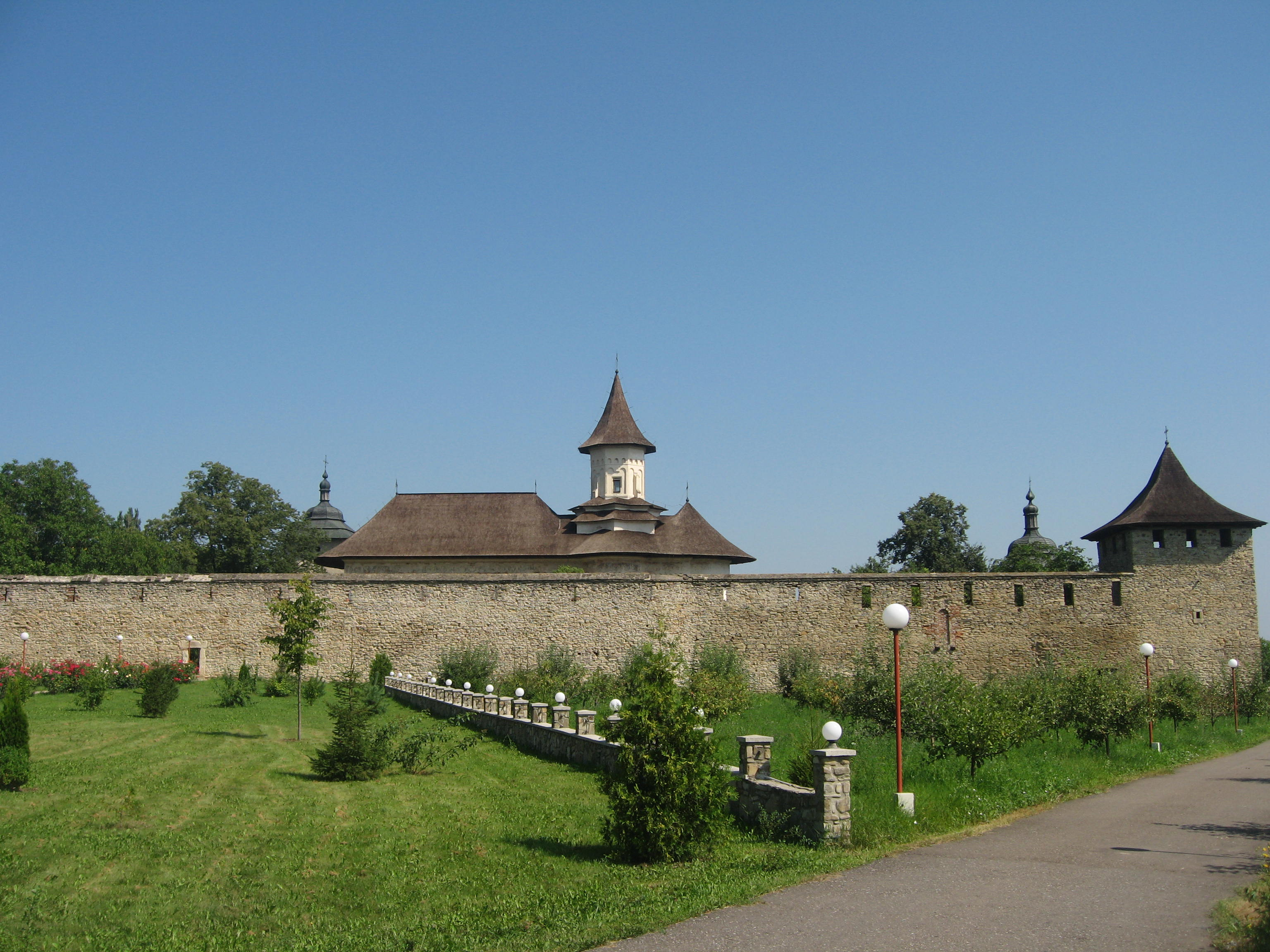
Poternă în zidul Mănăstirii Probota
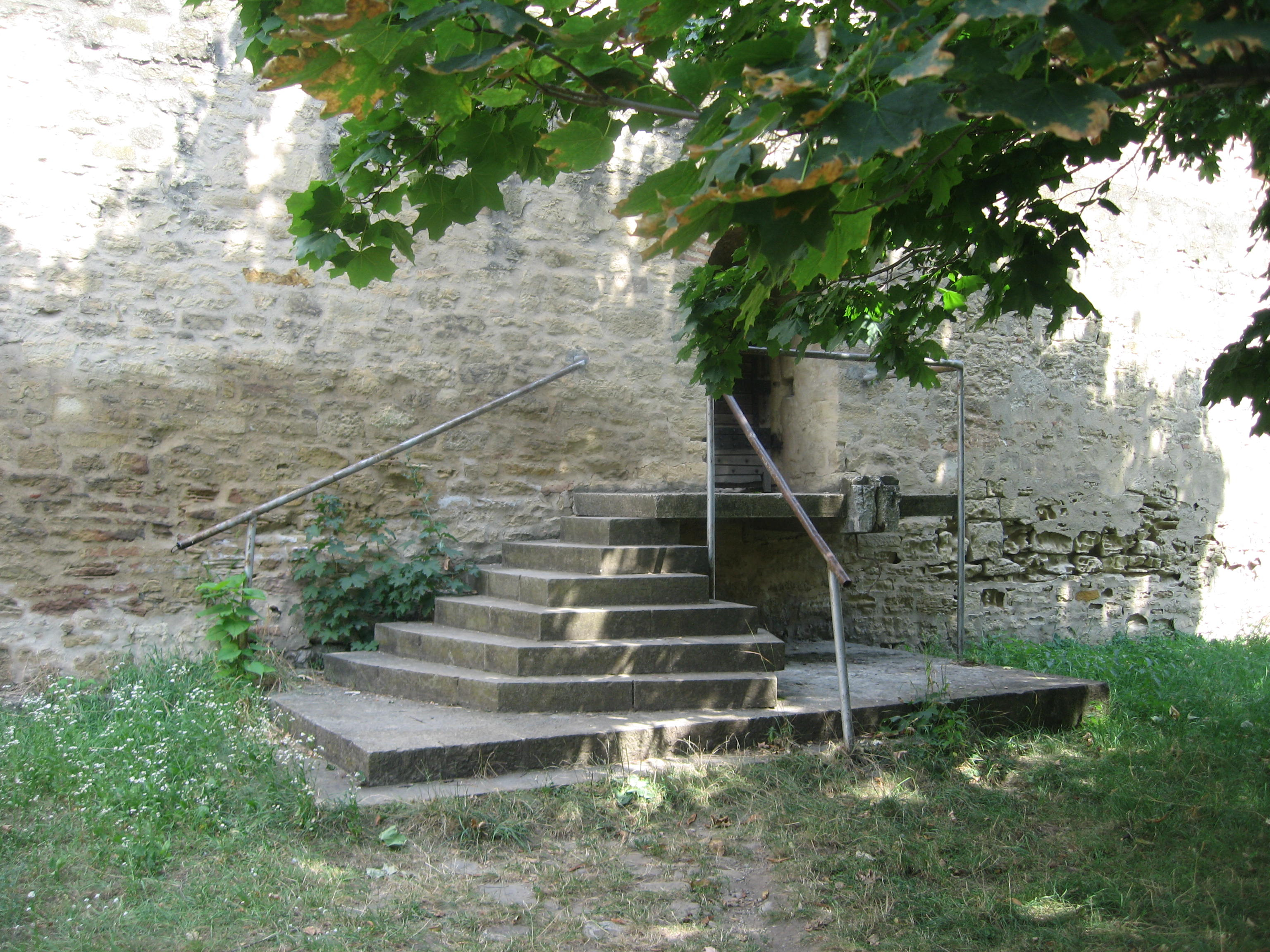
Poternă în zidul Mănăstirii Galata